# Höfen (Herzogenaurach)
Höfen ([ˈhøːfn̩] ) ist ein Gemeindeteil der Stadt Herzogenaurach im Landkreis Erlangen-Höchstadt (Mittelfranken, Bayern). Höfen liegt in der Gemarkung Zweifelsheim.

## Geografie
Durch das Dorf fließt der Randwiesengraben, ein linker Zufluss des Krebsbachs (im Unterlauf Schleifmühlbach genannt), der in Herzogenaurach als rechter Zufluss in die Mittlere Aurach mündet. Im Osten grenzt der Steinbacher Wald an. Ansonsten ist der Ort von Acker- und Grünland mit vereinzeltem Baumbestand umgeben. Im Nordwesten liegt das Flurgebiet Tonäcker.
Die Kreisstraße ERH 13/FÜ 8 verläuft nach Falkendorf zur Staatsstraße 2244 (3,3 km nördlich) bzw. nach Tuchenbach (2,7 km südöstlich). Eine Gemeindeverbindungsstraße führt nach Zweifelsheim (1 km südwestlich).

## Geschichte
1348 wurde der Ort im Bamberger Urbar erstmals urkundlich erwähnt. Zu dieser Zeit war ein Teil des Zehnten an den Nürnberger Patrizier Konrad Groß, dem Stifter des Nürnberger Heilig-Geist-Spitals, verpfändet.
Gegen Ende des 18. Jahrhunderts gab es in Höfen 12 Anwesen. Das Hochgericht außer Etters übte das brandenburg-bayreuthische Fraischvogteiamt Emskirchen-Hagenbüchach aus, inner Etters das brandenburg-ansbachische Stadtvogteiamt Langenzenn. Grundherren waren das brandenburg-ansbachische Kastenamt Cadolzburg (6 Häuser), das Landesalmosenamt der Reichsstadt Nürnberg (1 Viertelhof) und Nürnberger Patrizier: von Geuder (2 Halbhöfe), von Silberrath (1 Hof), von Tucher (2 Halbhöfe). Die Dorf- und Gemeindeherrschaft wurde ganerblich von den Grundherren im Turnus ausgeübt.
Von 1797 bis 1810 unterstand der Ort dem Justizamt Markt Erlbach und Kammeramt Emskirchen. Im Rahmen des Gemeindeedikts wurde Höfen dem 1811 gebildeten Steuerdistrikt Hagenbüchach zugeordnet. Es gehörte der 1813 gegründeten Ruralgemeinde Puschendorf an. Mit dem Zweiten Gemeindeedikt (1818) wurde der Ort in die neu gebildete Ruralgemeinde Zweifelsheim umgemeindet.
Am 1. Juli 1972 wurde Zweifelsheim im Zuge der Gebietsreform in die Gemeinde Herzogenaurach eingegliedert.

### Einwohnerentwicklung
| Jahr      | 001818 | 001861 | 001871 | 001885 | 001900 | 001925 | 001950 | 001961 | 001970 | 001987 | 002019 | 002023 |
| Einwohner | 80     | 78     | 77     | 79     | 77     | 76     | 130    | 90     | 105    | 119    | 183    | 216    |
| Häuser    | 12     |        |        | 13     | 14     | 11     | 13     | 16     |        | 28     |        |        |
| Quelle    | [ 9 ]  | [ 10 ] | [ 11 ] | [ 12 ] | [ 13 ] | [ 14 ] | [ 15 ] | [ 16 ] | [ 17 ] | [ 18 ] | [ 1 ]  | [ 1 ]  |

## Religion
Der Ort war ab 1447 nach St. Veit (Veitsbronn) gepfarrt. Seit der Reformation ist der Ort evangelisch-lutherisch geprägt und seit 1807 nach St. Wolfgang (Puschendorf) gepfarrt. Die Einwohner römisch-katholischer Konfession sind nach St. Magdalena (Herzogenaurach) gepfarrt.